# Hermine Ziegelböck
Hermine Ziegelböck (* 11. November 1947) ist eine österreichische Politikerin.

## Leben und Wirken
Hermine Ziegelböck ist mit Johann Ziegelböck verheiratet, mit ihm feierte sie 2007 die Goldene Hochzeit.
Hermine Ziegelböck war in der XXIV. und XXV. Periode des Oberösterreichischen Landtages ÖVP Abgeordnete. Von Oktober 1991 bis September 2003 war sie Landtagsabgeordnete für Bäuerinnen, Landwirtschaftliches Schulwesen, Agrarmarketing und Tierschutz und in den Ausschüssen für innere Angelegenheiten, für Umweltangelegenheiten, im Sozialausschuss sowie im Immunitäts- und Unvereinbarkeitsausschuss tätig.
Seit ihrem Ausscheiden aus dem Landtag ist sie weiterhin in der Lokalpolitik aktiv. Sie ist Obfrau des Seniorenbundes Steinerkirchen an der Traun und Orts-Obfrau Reisereferentin. Sie ist auch Altbäuerin-Vertreterin des Bauernbundes Steinerkirchen.